# Seán MacStíofáin
Pour les articles homonymes, voir John Stephenson.
Seán MacStíofáin (aussi orthographié Seán MacStíofán, né John Edward Drayton Stephenson), né à Leytonstone près de Londres le 17 février 1928, mort à Navan dans le comté de Meath le 18 mai 2001, est un républicain irlandais, fondateur et Chef d'État-major de décembre 1969 au 19 novembre 1972 de la Provisional Irish Republican Army.
Il fait son service militaire en 1945 dans la Royal Air Force. Membre de l'Irish Republican Army, il est condamné à neuf ans de prison en 1953 avec Cathal Goulding. Il devient en 1966 Directeur de l'Intelligence de l'IRA,.
Lors de la scission de l'Irish Republican Army en décembre 1970, partisan d'une ligne militariste, il fonde avec Ruairí Ó Brádaigh la Provisional Irish Republican Army et en devient le Chef d'État-major. Il est arrêté le 19 novembre 1972 en Irlande et est condamné à six mois d'emprisonnement pour suspicion d'appartenance à l'IRA,. Il est remplacé à la tête de l'IRA provisoire en 1973 par Joe Cahill. Opposé à l'évolution politique du Sinn Féin, il le quitte en 1981.